# 杖術
杖術，一種以細長的棍棒（杖）作為武器的武術。現代武術中的杖道，發展了杖術，成為很受重視的一個日本武術流派。

## 概論
杖術的另一個名稱，為棒術。在日本古代的階級制度中，只有武士階級才能帶刀（脇差），一般的農民與町人只能學習刀劍之外的護身術。在戰場上使用的槍與薙刀，折掉前端的刀刃，就成為杖；杖術繼承了使用槍與薙刀的手法，成為在承平時期發展的平民武術。在江戶時期，福岡藩的下級武士，發展了杖術，下級官員（如同心）與差役學習這種技術，用來逮捕犯人，稱之為捕手術。
江戶時期之前使用的杖，長度可能達10尺（古代的7尺5寸）。目前以日本杖術使用的4尺（約120公分）杖為主流，這個長度來自於日本警方採用的警杖術。警杖術繼承了日本古武術中的神道夢想流杖術，全日本劍道連盟以杖道為名，推廣這種武術，同時將劍道的技術融入其中。